# Sarcochilus olivaceus
Sarcochilus olivaceus är en orkidéart som beskrevs av John Lindley. Sarcochilus olivaceus ingår i släktet Sarcochilus och familjen orkidéer. Inga underarter finns listade i Catalogue of Life.